# 刘易斯堡 (宾夕法尼亚州)
刘易斯堡（英語：Lewisburg）是美国宾夕法尼亚州尤宁县的一个自治市镇和县城，距威廉斯堡东南48公里，哈里斯堡以北97公里。 过去，这是一个肥沃的粮食和一般农业区的商业中心。 2000年人口普查的人口为5,620人。 路易斯堡位于宾夕法尼亚州中部，西分支苏斯克汉那河沿岸，森伯里的西北部。 它是巴克内尔大学的所在地，靠近刘易斯堡联邦监狱。 其19世纪的市中心被列入国家史迹名录。 路易斯堡是路易斯堡小都会统计区的主要城市，也是较大的布卢姆斯堡-伯威克-森伯里联合统计区的一部分。

## 历史
刘易斯堡由路德维希·德尔创立于1785年。 这个地区的定居者（早在1763-1769年），德尔从威廉·佩恩家族和其他邻近的土地所有者那里购买了几大片土地，其中最大的一个被称为“普雷斯科特”。